# Paul J. Smith (compositeur)
Pour les articles homonymes, voir Paul J. Smith, Paul Smith et Smith.
Paul Joseph Smith (né le 30 octobre 1906 à Calumet, Michigan – mort le 25 janvier 1985 à Glendale) est un compositeur américain. Il a passé une grande partie de sa carrière au sein de Walt Disney Productions, composant de nombreuses musiques pour les courts et longs métrages d'animation.
Il ne doit pas être confondu avec l'animateur Paul J. Smith né la même année qui travailla lui aussi aux studios Disney dans les années 1920 principalement sur les Alice Comedies.

## Biographie
Il est entré chez Disney en 1934 comme compositeur.
Il quitte les studios en 1962 après avoir composé les musiques de plus de 70 courts métrages d'animation, d'une dizaine de longs métrages d'animation, autant en prise de vue réelles et presque tous les épisodes de la série True-Life Adventures. Juste avant son départ, le studio Disney avait engagé en 1960 un duo d'auteur-compositeur, les frères Sherman.
En 1994, il a été nommé Disney Legends à titre posthume.

## Œuvres

### Films d'animation (courts et longs métrages)
- 1936 : De l'autre côté du miroir
- 1937 : Don Donald
- 1937 : Blanche-Neige et les Sept Nains
- 1939 : Le Cochon pratique
- 1940 : Pinocchio
- 1940 : Pluto a des envies
- 1940 : Fantasia (violoniste dans l'orchestre)
- 1940 : Donald capitaine des pompiers
- 1941 : Le Camarade de Pluto
- 1941 : Mickey et Pluto golfeurs
- 1941 : Pluto majordome,
- 1942 : Donald à l'armée
- 1942 : Bambi (orchestration)
- 1943 : Saludos Amigos
- 1943 : Gauche... Droite
- 1943 : Victoire dans les airs
- 1943 : Facéties militaires
- 1943 : À l'attaque !
- 1944 : Donald est de sortie
- 1945 : La Chasse au tigre
- 1945 : Les Trois Caballeros
- 1945 : Donald et le Fakir
- 1945 : En route pour l'Ouest
- 1945 : La Castagne
- 1946 : Mélodie du Sud (cartoon segments)
- 1947 : Coquin de printemps
- 1947 : Mail Dog
- 1948 : Mélodie Cocktail (Pecos Bill and Johnny Appleseed)
- 1949 : Danny, le petit mouton noir
- 1949 : Donald et son arbre de Noël
- 1950 : Cendrillon
- 1950 : La Roulotte de Donald
- 1950 : Puss Cafe
- 1950 : Automaboule
- 1950 : Pests of the West
- 1950 : Pluto joue à la main chaude
- 1950 : Donald pêcheur
- 1950 : Camp Dog
- 1950 : Le petit oiseau va sortir
- 1951 : Dingo et le Lion
- 1951 : Dude Duck
- 1951 : Donald pilote d'essai
- 1951 : Donald gagne le gros lot
- 1951 : Pluto et le Raton laveur
- 1951 : Vive la fortune
- 1951 : Le Chat, le Chien et la Dinde
- 1951 : Papa Dingo
- 1951 : Bon pour le modèle réduit
- 1951 : No Smoking
- 1952 : Dingo cow-boy
- 1952 : Susie, le petit coupé bleu
- 1952 : The Little House
- 1952 : Donald et la Sorcière
- 1953 : Papa est de sortie
- 1953 : Mickey à la plage

### Musiques de films (sans télévision)
- 1948 : Glamour Girl
- 1948 : The Strange Mrs. Crane
- 1950 : La Pêche au trésor (Love Happy)
- 1951 : Pecos River
- 1952 : About Face
- 1952 : Les Oiseaux aquatiques (Water Birds)
- 1953 : Le Désert vivant (The Living Desert)
- 1953 : Everglades, monde mystérieux (Prowlers of the Everglades)
- 1954 : La Grande Prairie (The Vanishing Prairie)
- 1954 : Vingt Mille Lieues sous les mers
- 1956 : L'Infernale Poursuite (The Great Locomotive Chase)
- 1956 : Les Secrets de la vie (Secrets of Life)
- 1956 : Sur la piste de l'Orégon (Westward Ho the Wagons!)
- 1957 : Les Aventures de Perri (Perri)
- 1958 : Lueur dans la forêt (The Light in the Forest)
- 1959 : Quelle vie de chien ! (The Shaggy Dog)
- 1960 : Pollyanna
- 1960 : Les Robinsons des mers du Sud (Swiss Family Robinson)
- 1961 : La Fiancée de papa (The Parent Trap)
- 1962 : Un pilote dans la Lune (Moon Pilot)
- 1962 : Bon voyage !
- 1962 : Les Enfants du capitaine Grant (In Search of the Castaways)
- 1963 : Le Grand Retour (Miracle of the White Stallions)
- 1963 : Yellowstone Cubs
- 1964 : Ida the Offbeat Eagle
- 1964 : Les Trois Vies de Thomasina (The Three Lives of Thomasina)